# Piptolepis pseudo-myrtus
Piptolepis pseudo-myrtus là một loài thực vật có hoa trong họ Cúc. Loài này được (A.St.-Hil.) Sch.Bip. miêu tả khoa học đầu tiên năm 1863.